# لوئیس آنتونیو اسکوبار
لوئیس آنتونیو اسکوبار (انگلیسی: Luis Antonio Escobar; ۱۹ سپتامبر ۱۹۶۹ – ۸ دسامبر ۱۹۸۷) بازیکن فوتبال اهل پرو بود.
از باشگاه‌هایی که در آن بازی کرده است می‌توان به باشگاه فوتبال آلیانزا لیما اشاره کرد.
وی همچنین در تیم ملی فوتبال پرو بازی کرده است.

## مرگ
وی در سانحه هوایی که برای هواپیمای حامل بازیکنان باشگاه فوتبال آلیانزا لیما به‌وجود آمد جان خود را از دست داد.